# Боув Беккер
Боув Беккер (англ. Bowe Becker, 7 липня 1997) — американський плавець.
Олімпійський чемпіон 2020 року.